# Bajorski Gaj
Bajorski Gaj (deutsch Bajohrenwalde, 1938 bis 1945 Blankenwalde) ist ein kleiner Ort in der polnischen Woiwodschaft Ermland-Masuren und gehört zur Gmina Srokowo (Landgemeinde Drengfurth) im Powiat Kętrzyński (Kreis Rastenburg).

## Geographische Lage
Bajorski Gaj liegt in der nördlichen Mitte der Woiwodschaft Ermland-Masuren, 17 Kilometer südöstlich der früheren Kreisstadt Gerdauen (heute russisch Schelesnodoroschny) bzw. 25 Kilometer nordöstlich der jetzigen Kreismetropole Kętrzyn (deutsch Rastenburg).

## Geschichte
Bajohrenwalde wurde 1846 mit zwei Höfen gegründet und war bis 1945 ein Wohnplatz innerhalb der Gemeinde Klein Bajohren (1938 bis 1945 Kleinblankenfelde, polnisch Bajory Małe) im ostpreußischen Kreis Gerdauen. Im Jahre 1885 waren hier 30, 1905 bereits 45 Einwohner registriert. Aus ideologisch-politischen Gründen der Abwehr fremdländisch klingender Namen wurde der Ort am 3. Juni (amtlich wirksam am 16. Juli) 1938 in „Blankenwalde“ umbenannt.
Als 1945 in Kriegsfolge das südliche Ostpreußen an Polen kam, war auch Blankenwalde davon betroffen. Es erhielt die polnische Namensform „Bajorski Gaj“ und ist heute eine „Osada“ (= „Siedlung“) innerhalb der Landgemeinde Srokowo (Drengfurth) im Powiat Kętrzyński (Kreis Rastenburg), bis 1998 der Woiwodschaft Olsztyn, seither der Woiwodschaft Ermland-Masuren zugehörig.

## Kirche
Bis 1945 war Bajohrenwalde resp. Blankenwalde in das evangelische Kirchspiel Nordenburg (heute russisch Krylowo) in der Kirchenprovinz Ostpreußen der Kirche der Altpreußischen Union sowie in die katholische Kirche Angerburg (polnisch Węgorzewo) im damaligen Bistum Ermland eingepfarrt.
Heute gehört Bajorski Gaj zur katholischen Heilig-Kreuz-Kirche Srokowo im jetzigen Erzbistum Ermland, außerdem zur evangelischen Kirche Brzeźnica (Birkenfeld), einer Filialkirche der Johanneskirche Kętrzyn in der Diözese Masuren der Evangelisch-Augsburgischen Kirche in Polen.

## Verkehr
Bajorski Gaj liegt ein wenig abseits vom Verkehrsgeschehen. Es ist von den Nachbarorten
Bajory Małe (Klein Bajohren, 1938 bis 1945 Kleinblankenfelde), Bajorki (Bajohrental, 1938 bis 1945 Blankental) und Wyskok (Friedenshof) direkt zu erreichen.
Eine Anbindung an den Bahnverkehr existiert nicht mehr. Bis 1945 war Bajohrenwalde bzw. Blankenwalde eine Bahnstation an der Bahnstrecke Barten–Nordenburg, die von den Rastenburger Kleinbahnen befahren, in Kriegsfolge jedoch nicht reaktiviert wurde.